# Smeets (stokerij)

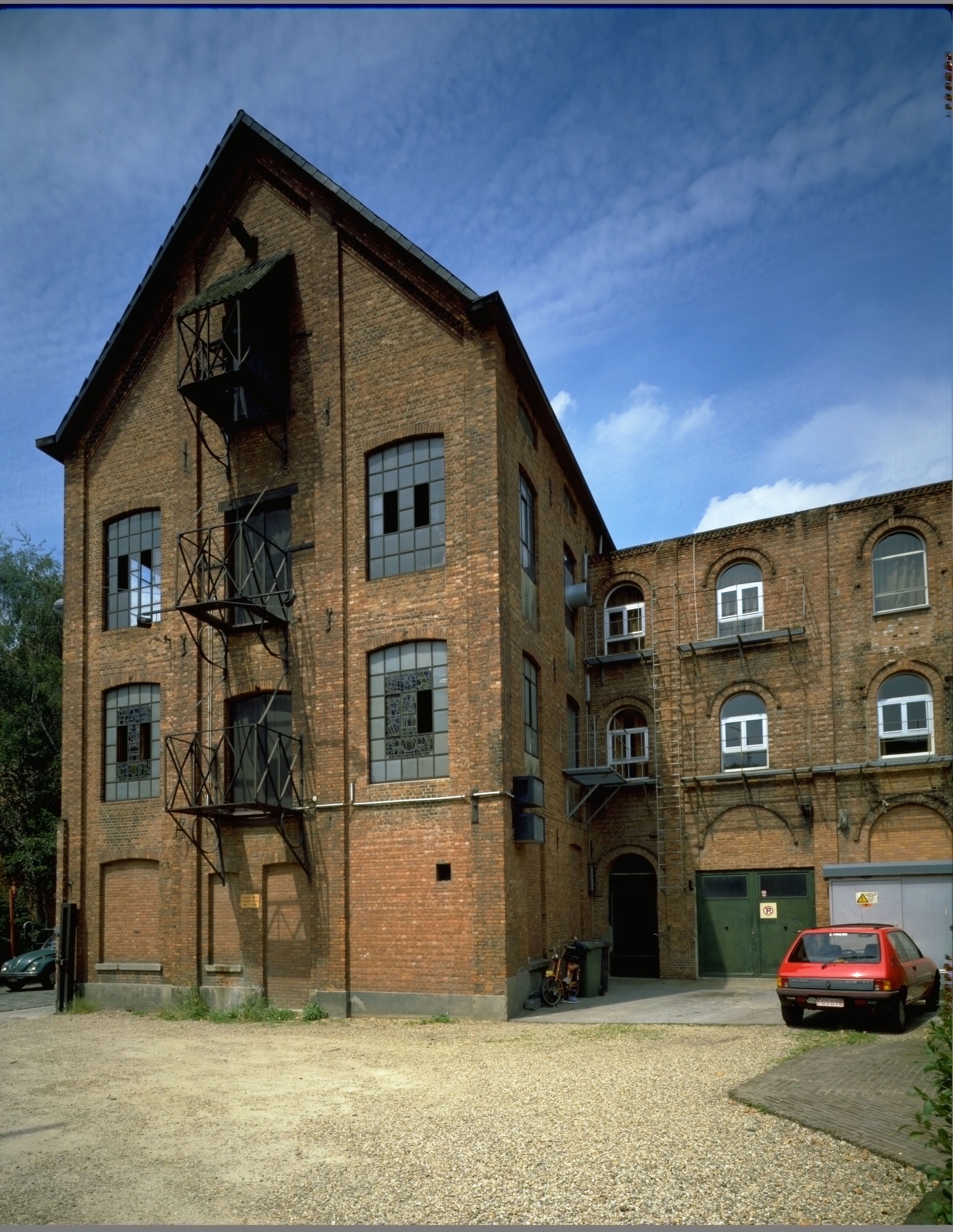
Stokerij Smeets in 1987 in de Raamstraat

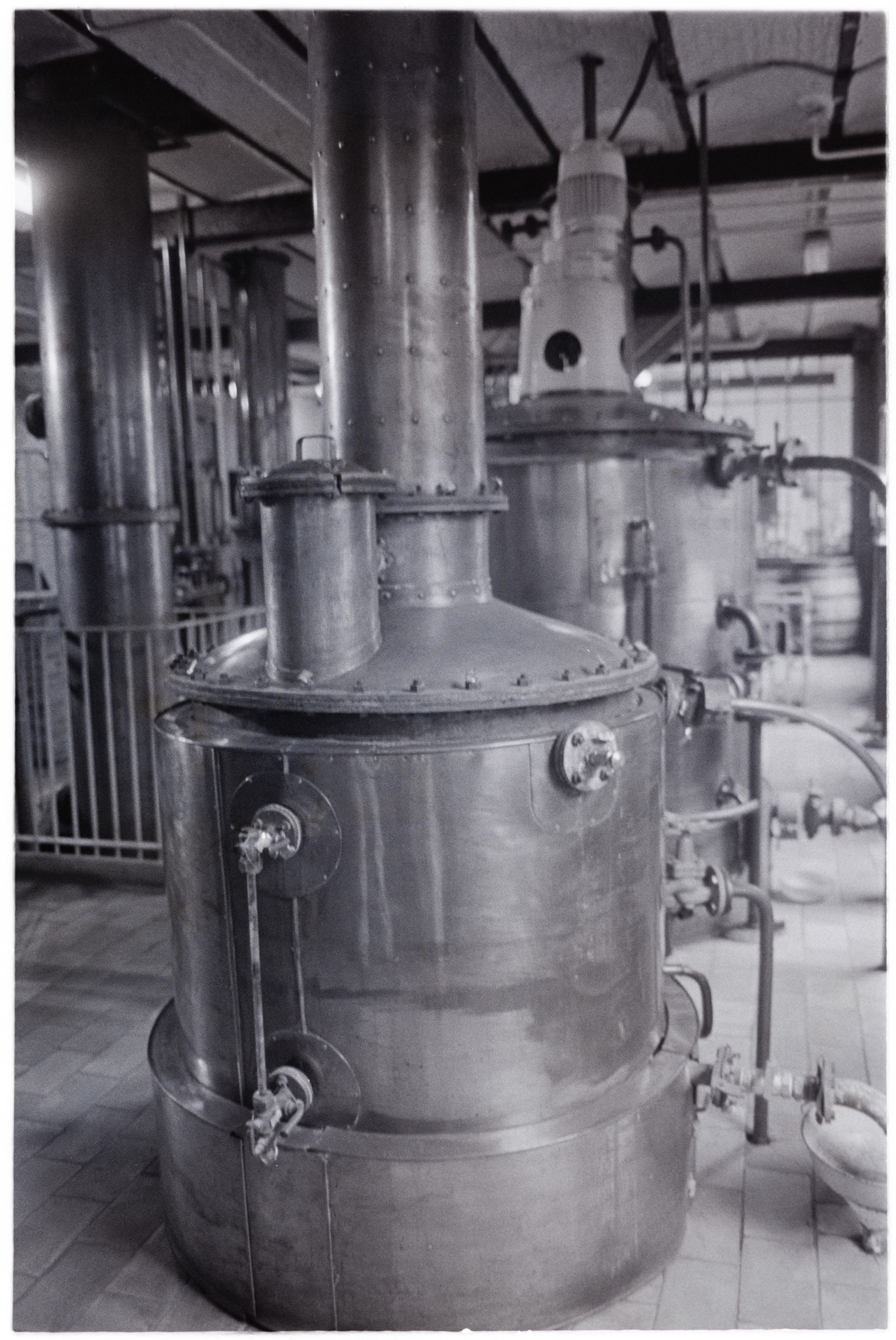
Alambiek van stokerij Smeets

Smeets is een merk van Hasseltse jenever. In het verleden was het de naam van een stokerij in de Belgische plaats Hasselt. Deze stokerij werd in 1923 door Gerard Smeets (1894-1966) opgestart. De productie van de jenever van Smeets is tegenwoordig in handen van La Martiniquaise Benelux.

## Geschiedenis
Gerard Smeets startte in 1921, samen met zijn echtgenote Emma Berghmans en zijn broer Joseph-Antoine, een handel op in sterkedranken, likeuren, aperitieven en rookwaren in de Kapelstraat te Hasselt. Gerards activiteiten werden verdergezet via zijn zoon Louis en kleinzoon Jo.  
In de beginjaren kocht Gerard enkel jenever en likeur aan. Gerard sloot een exclusiviteitscontract voor Limburg met het bestaande Nederlandse merk 'De Oude Schiedamsche Genever - Vieux système De Papegaai van de Nederlandse firma Vanverckel & Co. uit Delft. In 1923 deponeerde Gerard Smeets zijn eerste merk Oude Genever De Leeuwerik, genoemd naar de toenmalige naam van de stokerij die hij had opgestart. Op dat moment stapte hij dus over van doorverkoop naar eigen productie. Uitbreiding van deze activiteiten zorgde in 1928 voor de aankoop van panden aan de toenmalige Botermarkt (nu Zuivelmarkt) met een productie-installatie, ook voor likeuren. In die jaren had de firma zeven mensen in dienst en werd de herkenbare groene fles geïntroduceerd.
Uitbreidingen volgden tussen 1941 en 1943. Zo kocht Gérard van de nv Malteries Brepoels-Schoofs een gebouwencomplex aan de Paardsdemerstraat lopende tot aan de Raamstraat. Een deel van deze gebouwen aan de Raamstraat sloten aan op de panden in de toenmalige Botermarkt (nu Zuivelmarkt). In 1966, het jaar van het overlijden van Gerard Smeets was zoon Louis begonnen met de bouw van een nieuwe stokerij in de Sasstraat.
De klein gestarte winkel hield het drie generaties vol en groeide uit tot een bedrijf met moderne productieapparatuur op verschillende locaties in de Hasseltse binnenstad. Het personeelsbestand groeide van 15 personen in 1930 tot 45 personen vlak voor de verhuis naar de Sasstraat.

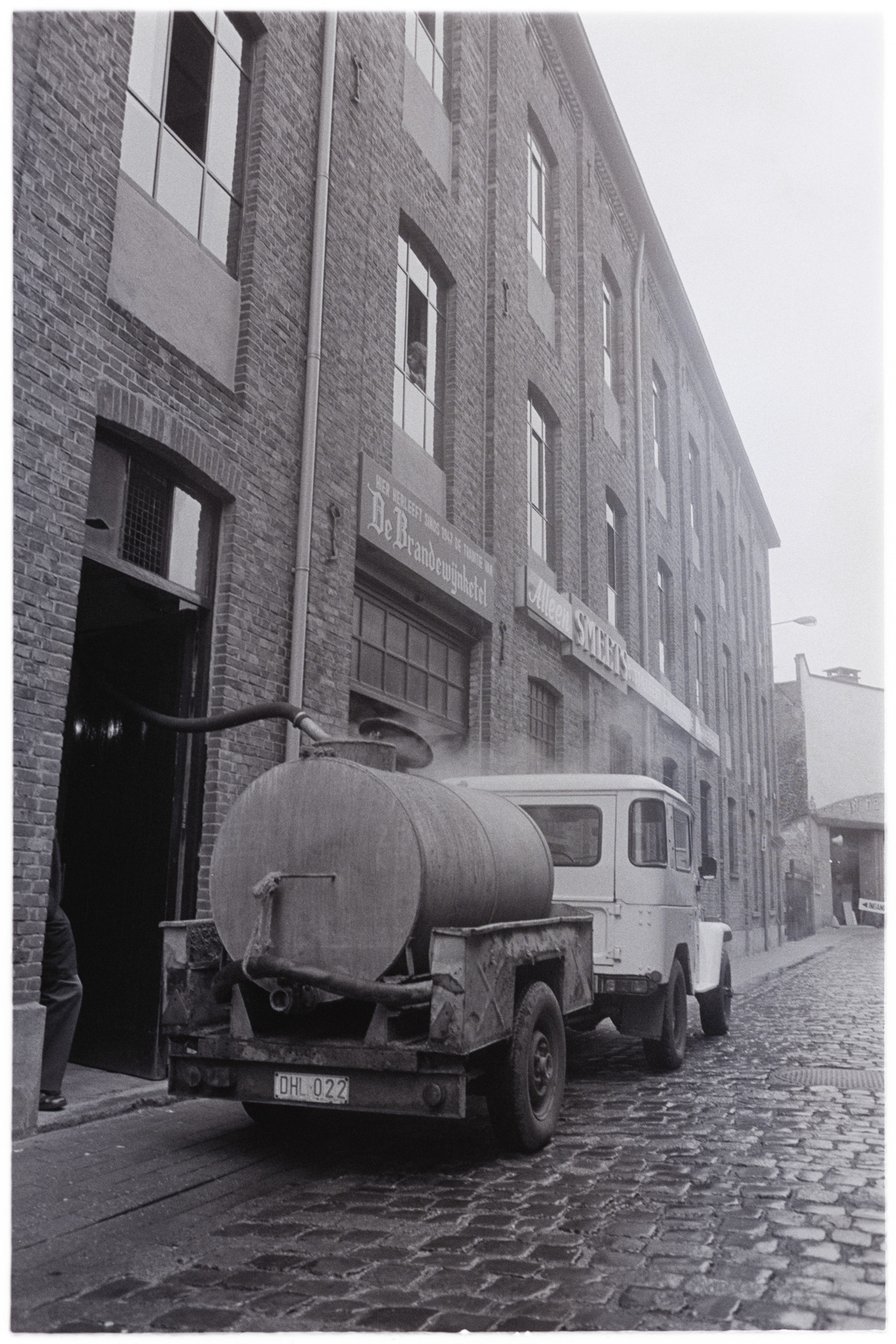
Gezicht op graanstokerij Smeets, gelegen in de Raamstraat 17 in Hasselt. In de ton op de aanhangwagen wordt draf overgemaakt. Foto omstreeks 1985.

Kleinzoon Jo trad vanaf 1977 op het voorplan en onder zijn leiding kende het bedrijf stevige groei. Er waren op zijn hoogtepunt (jaren '70 en '80), toen de export sterk steeg,  rond de 100 werknemers bij Stokerij Smeets. De bedrijfsleuze was 

Zoveel beter, en van bij ons

In 2002 nam de stokerij Konings uit Zonhoven de stokerij over. In april 2003 verhuisde Konings 75.000 liter pure Smeets in eiken vaten naar Zonhoven. De firma Interbrew vestigde zijn commercieel depot voor Limburg in de gebouwen aan de Sasstraat. In 2011 nam Bruggeman uit Gent het merk Smeets over, dat zo onderdeel vormt van La Martiniquaise Benelux, een Franse groep.

## Gebouw
Het gebouw in de Raamstraat 17 werd in de 18e eeuw Brandewijnketel genoemd toen de Hasseltse familie Elsrack er al een stokerij in onderbracht. Midden 19de eeuw was het in onbruik geraakt en had het al een tijdlang geen functie als stokerij meer. Later werd het een mouterij onder de naam Brepoels-Schoofs. 
Stoker Vinckenbosch nam het pand over en via de familie Brepoels werd jeneverstokerij Smeets in 1943 de eigenaar. In de jaren zeventig van de twintigste eeuw stookte Smeets nog geregeld op de installatie. In 2002, met de overname door Konings, werd het gebouw gesloten en verkocht. Het complex getuigde van een 19de-eeuwse functionele bedrijfsarchitectuur. 
In 1980 werd het gebouw beschermd als monument. In 2013 werd de voormalige stokerij gerestaureerd en herbestemd als winkelcomplex.

## Galerij

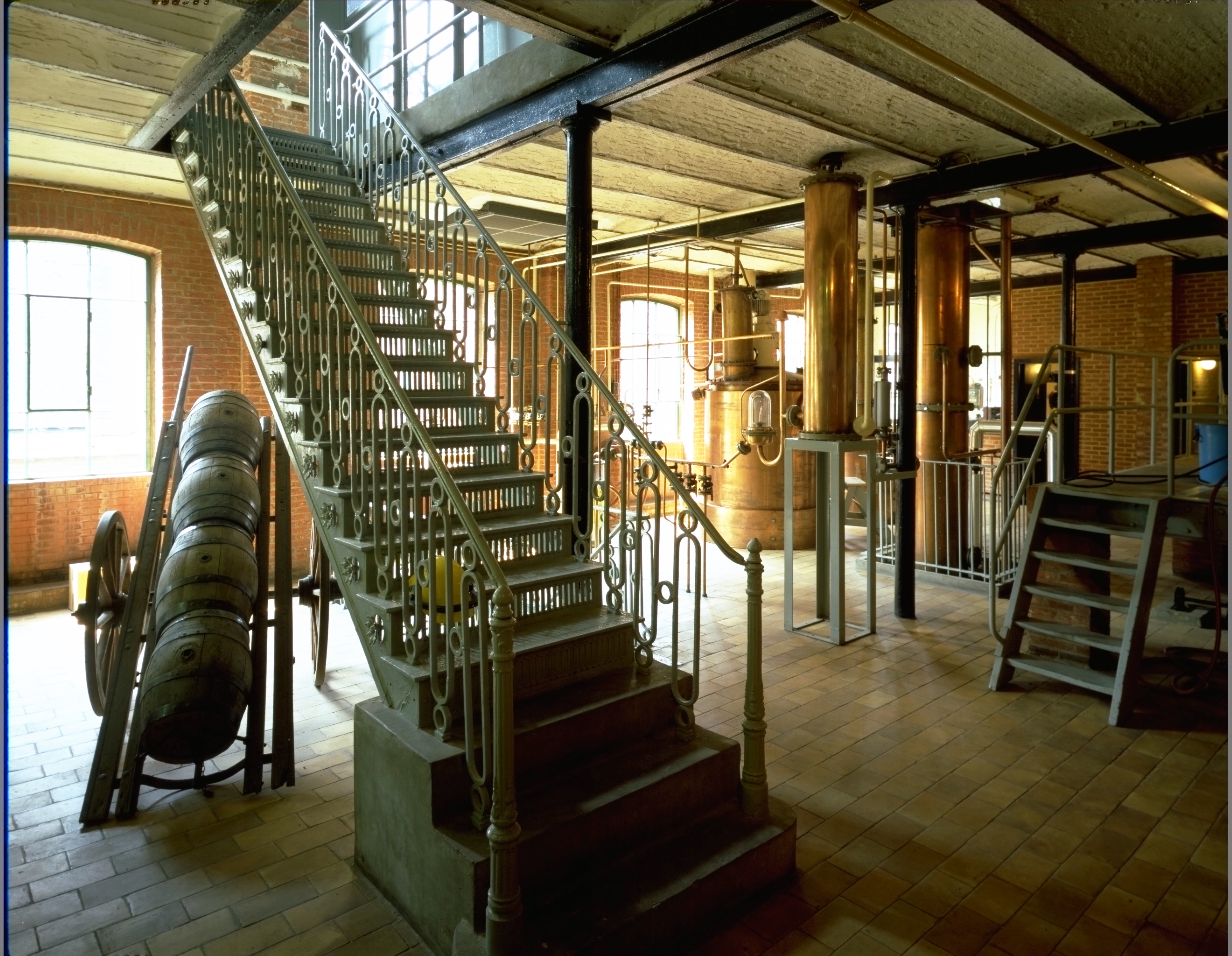
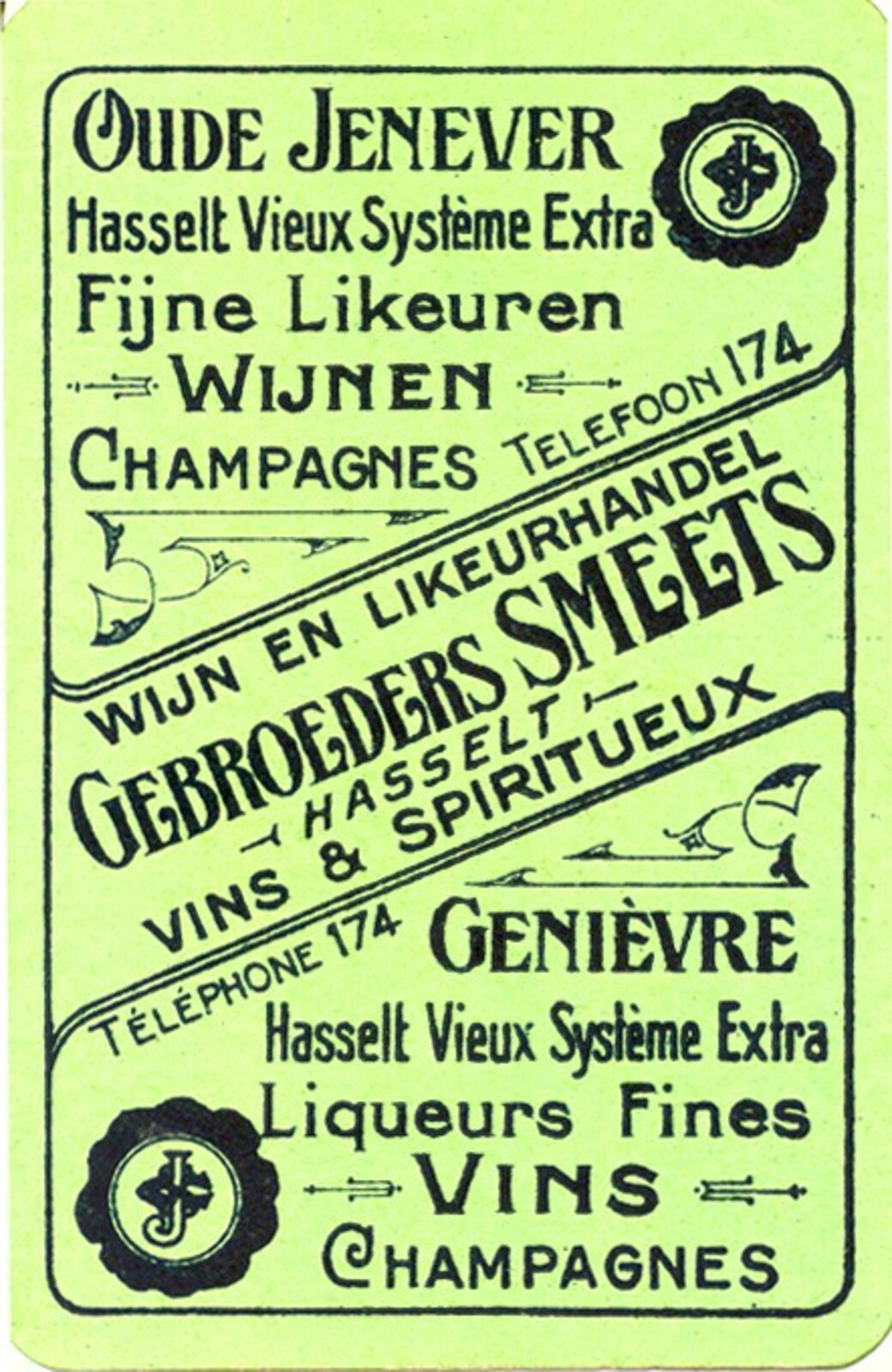
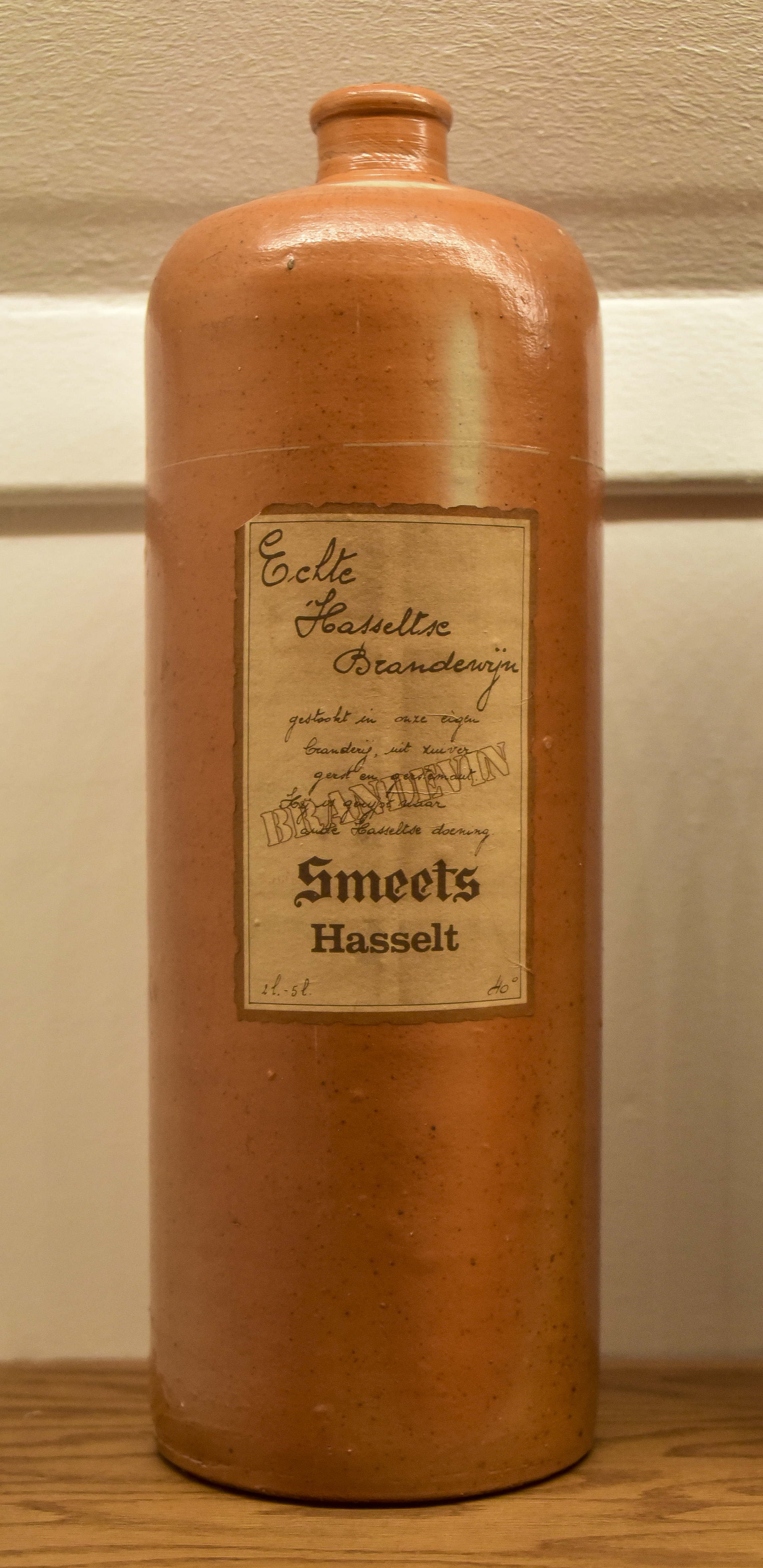